# Rikke Holm Rasmussen
Rikke Holm Agerbo (f. Rasmussen) (født 4. august 1983) er en dansk elitebowlingspiller, der 11. juni 2008 vandt EM-guld i trio sammen med Kamilla Kjeldsen og Anne Gales i Odense. I 2010 vandt hun EM-guld i 5-mandshold sammen med Kamilla Kjeldsen, Britt Brøndsted, Anja Ginge Jensen og Mai Ginge Jensen efter at have slået Holland i finalen. Som den første danske bowlingspiller nogensinde vandt hun individuelt guld i All event ved samme begivenhed.
Rikke Holm Agerbo begyndte at spille bowling i 1993 og spiller i RBK90. 
I det civile liv arbejder hun som laborant.

## Resultater

### Internationale resultater
2005
- VM Trio Aalborg – bronze
- VM 5-mandshold Aalborg – bronze

2006
- EM 5-mandshold Böblingen – bronze

2008
- EM Trio Odense – guld
- EM 5-mandshold Odense – bronze

2009
- VM double Las Vegas – bronze
- VM trio Las Vegas – bronze

2010
- EM 5-mandshold Riga – guld
- EM all event Riga – guld
- EM double Riga – bronze
- EM trio Riga – bronze

2014
- EM 5-mandshold Berlin - bronze
- EM double Berlin – bronze
- EM trio Berlin – bronze

### Nationale resultater
- Dansk mester i 6-mandshold 2007-2008-2009-2010 med SISU
- Dansk mester mix double 2008 sammen med Jesper Agerbo
- Dansk mester trio 2006 og 2008